# Bernhardtova linie

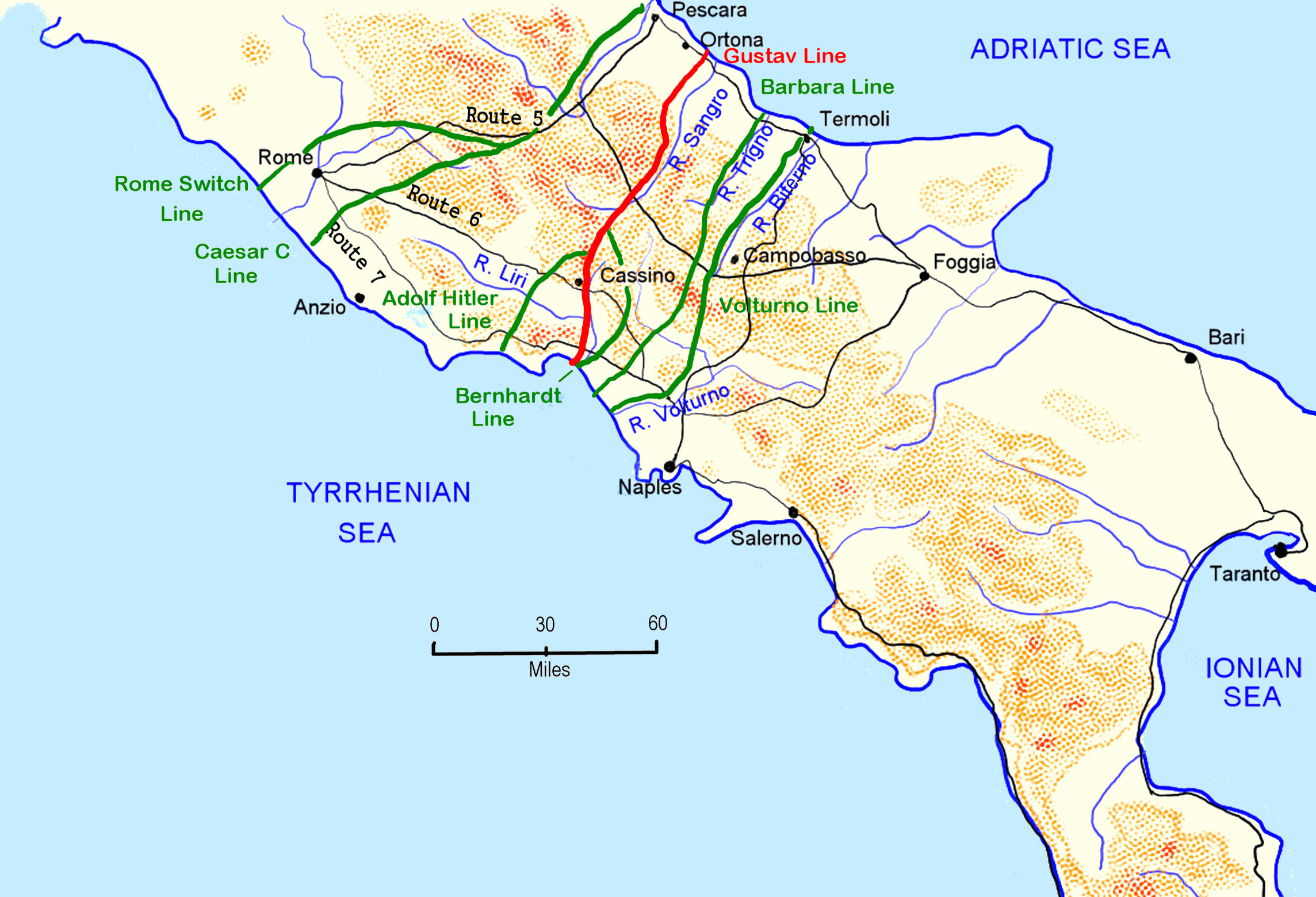
Německé obranné linie jižně od Říma

Bernhardtova linie byla pomocnou obrannou linií německé Zimní linie předsunutá před Gustavovou linií, hlavní linií obrany. Spolu s Hitlerovou linií tvořila větvení kolem Monte Cassina, nejslabšího místa Gustavovy linie. Jejím cílem bylo zpomalit postup Spojenců a dát tím Němcům dost času na dokončení opevnění u Cassina. Vedla od blízkosti Monte Cassina přes vrch Monte Camino k Tyrhénskému moři. Největší boje probíhaly na Monte la Difensa 3. – 9. prosince a u San Pietro Infine 8. – 17. prosince. 